# Hans van den Berg (bestuurder)
Hans van den Berg (1962) is de huidige directievoorzitter van Tata Steel Nederland (TSN) en Tata Steel IJmuiden sinds 2021. Voor zijn directeurschap werkte Van den Berg al 31 jaar bij Tata Steel IJmuiden, voorheen de Koninklijke Hoogovens.
Hij is opgeleid tot natuurkundige en behaalde zijn doctoraal in de natuurkunde aan de Universiteit Leiden in 1989. In 1999 behaalde hij een dubbele MBA-diploma aan de Nyenrode Universiteit en de University of Rochester in New York. Bij de hoogovens in IJmuiden werkte hij onder andere bij de afdeling Hoogovens, Research & Development, de Oxystaalfabriek, de Koudbandwalserij en de Direct Sheet Plant. Sinds 2016 zit hij in de directie van TSN en de afdeling in IJmuiden, waar hij in oktober 2021 directeur van werd na de afsplitsing van de Britse tak en opheffing van Tata Steel Europe.
De koers voor TSN onder leiding van Van den Berg is duurzame en groene staalproductie met een schonere leefomgeving voor de bewoners van de regio IJmond. Het bedrijf heeft aangekondigd in 2023 de neerslag van stof in de directe woonomgeving met 65% te verminderen. Daarnaast is het plan voor 2026 de uitstoot van fijnstof te verminderen met 35% en die van zware metalen met 55%. Deze plannen zijn een reactie op jaren van onvrede bij de bewoners rondom Tata Steel IJmuiden, ooit ‘de parel van IJmuiden’, en de slechte onderzoeksresultaten van het RIVM naar de gezondheidsrisico's van de stoffen in de lucht van de IJmond.